# Кантата
Кантата (на италиански: cantare – пея) е музикална вокална композиция с инструментален акомпанимент. В повечето случаи е с повече от едно действие.
Произведение за един или няколко гласа с инструментален съпровод, в някои случаи с участието на хор. По-малка по мащаби от операта и ораторията, тя наред с тях е един от най-популярните музикални жанрове през 17 и началото на 18 век. Кантатата съществува главно в две разновидност камерна (светска) и църковна, всяка от които има различна степен на развитие в отделните западноевропейски страни. След средата на 18 век в жанра не се наблюдават съществени промени и терминът кантата се използва за различни по структура вокално-инструментални произведения, предназначени за изпълнение от оркестър, хор и понякога – и солисти.
През 16 век, когато по-голямата част от музиката била само вокална, терминът не е съществувал. Но с развитието на инструменталната музика през 17 век, кантатите започнали да съществуват под това име, така както за инструменталните творби започва да се използва терминът соната. От средата на 17 до края на 18 век, любими от италианската камерна музика били кантатите с повече от два гласа с акомпанимент от клавесин и понякога - от друг инструмент. Кантатите са първообразът на рециталните арии, в които текстът се повтаря на интервали, прекъсвани от инструментите. Примери за такива кантати са тези на Джакомо Карисими и Хенри Пърсел.
Кантатата е сходна с ораторията.

## Известни кантати
- Карл Орф:

„Кармина Бурана“